# Dora Venter
Dora Venter, pseudoniem van Melinda Gál, (1 oktober 1976) is een Hongaarse verpleegster en pornoactrice.

## Levensloop
Venter werd in een dorpje in het noorden van Hongarije geboren, maar verhuisde op jonge leeftijd naar de hoofdstad Boedapest en studeerde daar voor verpleegster en behaalde haar diploma in 1998. Vanwege het feit dat het salaris voor een verpleegster in Hongarije erg laag is, en haar seksuele interesses en fetisj voor uniformen deed ze eind april 1999 audities voor pornografische films en nam enkele weken later haar eerste pornofilm op. Haar tweede pornofilm werd opgenomen tijdens het alternatieve filmfestival voor pornofilms, Hot D'Or in het Franse Cannes. Het grote succes en geld dat ze hiermee verdiende, was voor haar aanleiding om haar verpleegster uniform definitief aan de kant te doen leggen, en zich volledig op haar pornocarrière te richten.
In het begin van haar carrière acteerde ze in Zweedse pornofilms voor regisseur Mike Beck, onder de artiestennaam Claudia Wenström. Ze acteerde verder ook in Italiaanse, Duitse, Franse, en Hongaarse pornofilms. Tussen 2001 en 2004 werkte Dora Venter voor de Catalaanse regisseur Conrad Son in meer artistieke pornofilms
Dora Venter heeft in haar pornofilms een groot aantal verschillende seksuele handelingen verricht, inclusief anale seks, dubbele penetratie, dubbele anale penetratie, ass to mouth, en creampie.
In 2003 keerde ze terug in haar werk als verpleegster, en maakte ze slechts nog sporadisch pornofilms. Naar eigen zeggen weten haar vrienden van het bestaan van haar werk als pornoactrice, terwijl de meeste patiënten van haar hier niet van op de hoogte zijn in verband met de zeer beperkte verspreiding van internationale porno in Hongarije.

## Films
- Anal Romance 1
- Anal Prostitutes On Video 3
- Anal Asspirations 4
- Anal Excursions 3
- Full Anal Access 3
- Buttman's Anal Show 3
- Sodomania: Slop Shots 10
- Ass Quest 4
- Look What's Up My Ass 3
- Cum In My Ass Not In My Mouth 3
- Between The Cheeks
- Debauchery 5
- Gang Bang Auditions 15
- Gang Bang Angels 20
- Out Numbered 4
- Orgy World: The Next Level 4
- Snow Sluts